# Beni Mezline
Beni Mezline là một đô thị thuộc tỉnh Guelma, Algérie. Dân số thời điểm năm 2002 là 4.491 người.